# Beilschmiedia batangensis
Beilschmiedia batangensis är en lagerväxtart som först beskrevs av Adolf Engler, och fick sitt nu gällande namn av Robyns & Wilczek. Beilschmiedia batangensis ingår i släktet Beilschmiedia och familjen lagerväxter. Inga underarter finns listade i Catalogue of Life.